# Christine Jorgensen
Christine Jorgensen (30 de maio de 1926 – 3 de maio de 1989) foi uma mulher trans americana e a primeira pessoa a ser abertamente conhecida nos Estados Unidos por ter passado pela cirurgia de redesignação sexual. 
Christine cresceu no bairro do Bronx, em New York City. Algum tempo depois de se formar na faculdade em 1945, foi recrutada para o exército estadunidense por conta da Segunda Guerra Mundial. Depois do serviço militar, frequentou muitas escolas e trabalhou nelas. Foi durante esse período que ficou sabendo sobre cirurgia de redesignação sexual. Ela então viajou para a Europa, e em Copenhague, na Dinamarca, obteve permissão especial para se submeter a uma série de cirurgias, que se iniciaram em 1952.
Ela retornou aos Estados Unidos ainda na década de 1950, e sua transição foi assunto na primeira página do jornal New York Daily. Christine se tornou uma celebridade instantânea, conhecida por seu caráter íntegro e polido, e também por ter usado a plataforma que ganhou para advogar em prol das pessoas trans. Ela também trabalhou como atriz e artista de clube noturno, além de ter gravado inúmeras músicas. Ed Siegel, 'Christine Jorgensen' is profile in courage, The Boston Globe. 7 de abril de 2006. Brooke Sopelsa, #Pride50: Christine Jorgensen — World's first trans celebrity, NBC News. 3 de junho de 2019.